# Apeira flavescens
Apeira flavescens är en fjärilsart som beskrevs av Barend J. Lempke 1951. Apeira flavescens ingår i släktet Apeira och familjen mätare. Inga underarter finns listade i Catalogue of Life.